# Melocactus praerupticola
Melocactus praerupticola ist eine Pflanzenart aus der Gattung Melocactus in der Familie der Kakteengewächse (Cactaceae). Das Artepitheton praerupticola leitet sich von den lateinischen Worten praerupta für ‚Steilhang‘ und -cola für ‚bewohnend‘ ab und verweist auf das unzugängliche felsige Habitat der Art.

## Beschreibung
Melocactus praerupticola wächst mit dunkelgrünen, niedergedrückt kugelförmigen, häufig asymmetrischen Trieben, die bei Durchmessern von 8 bis 10,5 Zentimetern Wuchshöhen von 5,5 bis 11 Zentimeter erreichen. Es sind zehn bis elf breit stumpfe und leicht gewellte Rippen vorhanden. Die horngelben bis braunen oder trüb leicht rosafarbenen Dornen sind unauffällig und kräftig. Die zwei bis drei leicht aufwärts gebogenen Mitteldornen sind 1,4 bis 3 Zentimeter lang. Die ebenfalls leicht aufwärts gebogenen neun bis zehn Randdornen sind 2 bis 2,5 Zentimeter lang. Das aus sehr feinen, gelblichen bis aschgrauen Borsten bestehende kleine Cephalium wird 1,3 bis 3,2 Zentimeter hoch und weist Durchmesser von 3 bis 4,5 Zentimeter auf.
Die rosafarbenen bis hell rosafarbenen Blüten sind 2,3 bis zu 2,8 Zentimeter lang und weisen Durchmesser von 1,5 bis 1,8 Zentimeter auf. Sie ragen 6 bis 7 Millimeter aus dem Cephalium heraus. Die an ihrer Spitze roten Früchte sind 2 bis 2,4 Zentimeter lang und erreichen einen Durchmesser von 7 bis 9 Millimeter.

## Verbreitung, Systematik und Gefährdung
Melocactus praerupticola ist in der Dominikanischen Republik verbreitet.
Die Erstbeschreibung erfolgte im Jahr 2000 durch L. Alberto E. Areces-Mallea. Ein nomenklatorisches Synonym ist Melocactus lemairei subsp. praerupticola (Areces) Guiggi (2006).
In der Roten Liste gefährdeter Arten der IUCN wird die Art als „Data Deficient (DD)“, d. h. mit keinen ausreichenden Daten geführt.

## Nachweise